# NGC 2704
NGC 2704 је спирална галаксија у сазвежђу Рис која се налази на NGC листи објеката дубоког неба.
Деклинација објекта је + 39° 22' 57" а ректасцензија 8h 56m 47,7s. Привидна величина (магнитуда) објекта NGC 2704 износи 13,5 а фотографска магнитуда 14,3. NGC 2704 је још познат и под ознакама IC 2424, UGC 4678, MCG 7-19-5, CGCG 209-9, PGC 25134.